# Avions Voisin C16
L’Avions Voisin C16 est une automobile française produite à soixante-dix-sept exemplaires par le constructeur Avions Voisin de 1929 à 1933. Munie d’un moteur à six cylindres en ligne, elle est proposée à l’époque en six carrosseries différentes, ou sous forme de châssis nu. Il n’en subsiste plus qu’un unique exemplaire en 2020, classé monument historique.

## Technique
La Voisin C16 est propulsée par un six cylindres en ligne sans soupapes à chemises louvoyantes de 5 829 cm3 de cylindrée,  avec un alésage de 94 mm pour une course de 140 mm. Développant la puissance énorme pour l’époque de 130 ch (soit une puissance fiscale de 33 CV),, il est lubrifié par un système à carter sec issu des modèles de grand prix de la marque. Son alimentation en carburant est assurée par deux carburateurs Zénith. Le collecteur d'échappement à ailettes est repris de la C12. L’allumage est à Delco ; le liquide de refroidissement est mis en circulation grâce à un système alliant pompe et thermosiphon. Particularité unique dans les modèles Voisin, le refroidissement est assisté grâce à la présence d’un ventilateur électrique à deux vitesses. L’embrayage monodisque transmet la puissance à la boîte de vitesses à quatre rapports (plus une marche arrière), qui est transmise aux roues arrière selon l’architecture classique à propulsion. La vitesse maximale atteint les 150 km/h.
Le châssis est repris de la C12. Codé « Chasseur » dans la nomenclature de l’usine, il est réalisé en tôle emboutie et supporte, outre le moteur et la transmission, des suspensions à ressorts à lames semi-elliptiques aux quatre roues. Particularité due aux convictions de Gabriel Voisin, il accueille en son centre deux réservoirs de carburant, d’une capacité totale de 210 l, placés là pour garantir l’équilibre de la voiture quel que soit leur niveau de remplissage.
L’usine propose la C16 soit sous forme de châssis nu, à confier par le client au carrossier de son choix, soit avec six carrosseries d’usine : coupé deux places baptisé « Chambellan », berlines de cinq et six places baptisées respectivement « Chartreuse » et « Chartrain », conduite intérieure à cinq places « Chevauchée » ou à sept places « Chevreuse », et enfin, limousine à sept places « Caravane ».

## Historique
Présentée pour la première fois au salon de l’automobile de 1929, l’Avions Voisin C16 est vendue à soixante-dix-sept exemplaires jusqu’à son retrait du catalogue de la marque en 1933. Son prix neuf, très élevé, se monte à 139 000 francs pour le seul châssis, auquel le client doit ajouter celui de la carrosserie choisie,.
En 2020, il n’en subsiste plus qu’un seul exemplaire, une berline achetée sous forme de châssis nu en 1929 par l’industriel Marcel Marrel, carrossée en mars 1932 par le carrossier lyonnais Cottin en berline à quatre portes et six glaces avec compartiment séparé pour le chauffeur. Restée depuis cette époque dans la même famille, elle est classée à titre objet des monuments historiques depuis le 27 novembre 2008, et finalement vendue aux enchères par Artcurial lors du salon Rétromobile 2019 pour la somme de 113 240 €.